# Submuestreo de crominancia
El submuestreo de crominancia es la práctica de codificar el componente de crominancia de la señal de video, mediante su muestreo a menor frecuencia que para el componente de luminancia, aprovechando la inferior agudeza del sistema visual humano para diferencias de color que para la luminancia. Se utiliza en muchos esquemas de codificación de vídeo, tanto analógicos como digitales, y también en la codificación JPEG.

## Historia
El submuestreo de crominancia fue creado al comienzo de los años 50 por el inventor estadounidense Alda Vernon Bedford y registrado bajo la patente US2858362 para el desarrollo de televisión en color de la empresa RCA, el cual pasó a formar parte del sistema de televisión a color NTSC. A través de diferentes estudios, Bedford demostró que el ojo humano tiene una alta resolución solamente para blanco y negro, algo menos para los colores de "gama media", como amarillos y verdes, y mucho menos para los colores en el extremo del espectro, que son los rojos y azules. Gracias a este conocimiento, RCA pudo desarrollar un sistema en el que se descarta la mayor parte de la señal de color azul que proviene de la cámara, reduciendo el ancho de banda de video, manteniendo la mayor parte del verde y solamente algo de color rojo. 

## Aspectos técnicos
Una señal de vídeo, especialmente de componentes, tiene un gran ancho de banda, dando lugar a toda una serie de problemas para ser grabada o transmitida. En consecuencia, las técnicas de compresión se utilizan a menudo para mejorar la gestión de la señal, aumentar la duración de la grabación, o aumentar el número de canales de transmisión. Dado que la visión humana es más sensible a los cambios en el nivel de luz que a los cambios en el color, se puede aprovechar este principio para optimizar la compresión, dedicando más ancho de banda para la luminancia (Y) y menos a la diferencia de los componentes cromáticos (Cb y Cr). Con este fin, se recurre a un muestreo de señales de crominancia a una frecuencia inferior a la del componente de luminancia. Este muestreo, en la actualidad, se lleva a cabo en forma digital mediante una matriz de 4 X 4 pixeles en la cual se vierten los valores de cada uno de los componentes muestreados. La reducción de la frecuencia de muestreo en la crominancia, casi imperceptible para la visión humana, es la que trae como consecuencia que no se use todo el ancho de banda disponible para señales de video.

## Modo de funcionamiento
El submuestreo de crominancia difiere de la teoría científica en el hecho de que los componentes de señales de luminancia y crominancia se forman como una suma ponderada de los componentes R'G'B' (a los cuales se aplicó la corrección gamma). Como resultado, la luminancia y el color de los detalles no son totalmente independientes uno de otro, pero hay una especie de "mezcla" entre los dos componentes. El error es mayor, en colores altamente saturados y es conocido en las barras de color verde y magenta. El submuestreo se aplica mejor cuando se invierte la orden de la operación de corrección gamma y la suma ponderada de las señales.

## Notación
El patrón de submuestreo normalmente se indica con una notación de tres dígitos separados por dos puntos j:a:b (como, por ejemplo, 4:2:2) o, a veces, cuatro dígitos (por ejemplo, 4:2:2:4) que describe el número de muestras de luminancia y crominancia en una región de "j" pixeles. El significado de esta notación, de izquierda a derecha es el siguiente:
- j: Referencia de muestreo de luminancia horizontal (ancho de la región conceptual) y que usualmente tiene un valor de 4, en referencia a que la frecuencia de muestreo era aproximadamente cuatro veces la frecuencia subportadora de color de los estándares PAL o NTSC. La relación con el muestreo de la componente de vídeo actual, en 13.5 MHz, es de 13,5/4 (3,375) MHz.
- a: Factor horizontal de Cr (en relación con el primer dígito).
- b: Factor de Cb horizontal (con respecto al primer dígito), a menos que se ajuste a cero. En este caso, un cero indica que el factor Cb horizontal es idéntico al segundo dígito y, además, que Cr y Cb son submuestreada en relación 2:1 en la dirección vertical. Se elige el cero de modo que la fórmula para calcular el ancho de banda sigue siendo correcta.
- Factor Horizontal Alfa: Si es incluido, debe ser idéntico al primer dígito e indica la presencia de un cuarto canal de la señal que contiene la información de la transparencia (canal alfa), muestreado de forma idéntica a la componente de luma.

Para calcular el ancho de banda requerido con respecto a una señal con submuestreo 4:4:4 (o 4:4:4:4), se suman todos los factores y se divide el resultado por 12, o 16 si hay un factor Alfa.

## Esquemas de submuestreo comunes
A continuación, se explican las diferentes clases de submuestreo que podemos encontrar. La figura muestra de forma gráfica los casos más comunes. La segunda fila de la figura representa la componente de luminancia, para cada esquema, en cuadros de color gris , la inferior representa los componentes de crominancia (Cb y Cr) y la fila superior, la combinación resultante, a nivel de píxel.
|          | 4:1:1                                                     | 4:1:1                                                     | 4:1:1                                                     | 4:1:1                                                     |                                                           |                                                       | 4:2:0                                                 | 4:2:0                                                 | 4:2:0                                                 | 4:2:0                                                 |                                                           |                                                           | 4:2:2                                                     | 4:2:2                                                     | 4:2:2                                                     | 4:2:2                                                         |                                                               |                                                               | 4:4:4                                                         | 4:4:4                                                         | 4:4:4                                                     | 4:4:4                                                     |                                                           |                                                           | 4:4:0                                                     | 4:4:0 | 4:4:0 | 4:4:0 |  |
| Y'CrCb   |                                                           |                                                           |                                                           |                                                           |                                                           |                                                       |                                                       |                                                       |                                                       |                                                       |                                                           |                                                           |                                                           |                                                           |                                                           |                                                               |                                                               |                                                               |                                                               |                                                               |                                                           |                                                           |                                                           |                                                           |                                                           |       |       |       |  |
|          |                                                           |                                                           |                                                           |                                                           |                                                           |                                                       |                                                       |                                                       |                                                       |                                                       |                                                           |                                                           |                                                           |                                                           |                                                           |                                                               |                                                               |                                                               |                                                               |                                                               |                                                           |                                                           |                                                           |                                                           |                                                           |       |       |       |  |
|          | =                                                         | =                                                         | =                                                         | =                                                         |                                                           | =                                                     | =                                                     | =                                                     | =                                                     |                                                       | =                                                         | =                                                         | =                                                         | =                                                         |                                                           | =                                                             | =                                                             | =                                                             | =                                                             |                                                               | =                                                         | =                                                         | =                                                         | =                                                         |                                                           |       |       |       |  |
| Y'       |                                                           |                                                           |                                                           |                                                           |                                                           |                                                       |                                                       |                                                       |                                                       |                                                       |                                                           |                                                           |                                                           |                                                           |                                                           |                                                               |                                                               |                                                               |                                                               |                                                               |                                                           |                                                           |                                                           |                                                           |                                                           |       |       |       |  |
|          |                                                           |                                                           |                                                           |                                                           |                                                           |                                                       |                                                       |                                                       |                                                       |                                                       |                                                           |                                                           |                                                           |                                                           |                                                           |                                                               |                                                               |                                                               |                                                               |                                                               |                                                           |                                                           |                                                           |                                                           |                                                           |       |       |       |  |
|          | +                                                         | +                                                         | +                                                         | +                                                         |                                                           | +                                                     | +                                                     | +                                                     | +                                                     |                                                       | +                                                         | +                                                         | +                                                         | +                                                         |                                                           | +                                                             | +                                                             | +                                                             | +                                                             |                                                               | +                                                         | +                                                         | +                                                         | +                                                         |                                                           |       |       |       |  |
|          | 1                                                         | 2                                                         | 3                                                         | 4                                                         | J = 4                                                     | 1                                                     | 2                                                     | 3                                                     | 4                                                     | J = 4                                                 | 1                                                         | 2                                                         | 3                                                         | 4                                                         | J = 4                                                     | 1                                                             | 2                                                             | 3                                                             | 4                                                             | J = 4                                                         | 1                                                         | 2                                                         | 3                                                         | 4                                                         | J = 4                                                     |       |       |       |  |
| (Cr, Cb) | 1                                                         | 1                                                         | 1                                                         | 1                                                         | a = 1                                                     | 1                                                     | 1                                                     | 2                                                     | 2                                                     | a = 2                                                 | 1                                                         | 1                                                         | 2                                                         | 2                                                         | a = 2                                                     | 1                                                             | 2                                                             | 3                                                             | 4                                                             | a = 4                                                         | 1                                                         | 2                                                         | 3                                                         | 4                                                         | a = 4                                                     |       |       |       |  |
| (Cr, Cb) | 1                                                         | 1                                                         | 1                                                         | 1                                                         | b = 1                                                     |                                                       |                                                       |                                                       |                                                       | b = 0                                                 | 1                                                         | 1                                                         | 2                                                         | 2                                                         | b = 2                                                     | 1                                                             | 2                                                             | 3                                                             | 4                                                             | b = 4                                                         |                                                           |                                                           |                                                           |                                                           | b = 0                                                     |       |       |       |  |
|          | ¼ de resolución horizontal, Resolución vertical completa. | ¼ de resolución horizontal, Resolución vertical completa. | ¼ de resolución horizontal, Resolución vertical completa. | ¼ de resolución horizontal, Resolución vertical completa. | ¼ de resolución horizontal, Resolución vertical completa. | ½ de resolución horizontal, ½ de resolución vertical. | ½ de resolución horizontal, ½ de resolución vertical. | ½ de resolución horizontal, ½ de resolución vertical. | ½ de resolución horizontal, ½ de resolución vertical. | ½ de resolución horizontal, ½ de resolución vertical. | ½ de resolución horizontal, Resolución vertical completa. | ½ de resolución horizontal, Resolución vertical completa. | ½ de resolución horizontal, Resolución vertical completa. | ½ de resolución horizontal, Resolución vertical completa. | ½ de resolución horizontal, Resolución vertical completa. | Resolución horizontal completa, Resolución vertical completa. | Resolución horizontal completa, Resolución vertical completa. | Resolución horizontal completa, Resolución vertical completa. | Resolución horizontal completa, Resolución vertical completa. | Resolución horizontal completa, Resolución vertical completa. | Resolución horizontal completa, ½ de resolución vertical. | Resolución horizontal completa, ½ de resolución vertical. | Resolución horizontal completa, ½ de resolución vertical. | Resolución horizontal completa, ½ de resolución vertical. | Resolución horizontal completa, ½ de resolución vertical. |       |       |       |  |

### 8:4:4
Cada una de los componentes de diferencia de color es muestreado a idéntica frecuencia. El componente de luminancia tiene el doble de resolución. Este sistema es utilizado por los escáneres de películas de alta gama, telecine y dispositivos de clasificación del color. Estos factores representan aproximadamente una resolución de 10 MHz para luminancia y de 5 MHz para las señales de crominancia.

### 4:4:4
En este esquema no hay submuestreo de las señales componentes de crominancia, las cuales tienen la máxima resolución. Los formatos de vídeo profesionales como el HDCAM SR permiten grabar vídeo bajo el esquema 4:4:4, en el espacio de color RGB, a través de la doble conexión HD-SDI y también aparece en las tarjetas gráficas de los computadores. Esta notación también puede hacer referencia a los componentes antes del submuestreo y al esquema aplicado en el espacio de color Y'CbCr, el cual se utiliza en postproducción cinematográfica.

### 4:2:2
Es el esquema de submuestreo utilizado en estudios de televisión, sistemas profesionales DV50 y en el formato MPEG-2, recomendado en el documento UIT-R BT.601-7. En este esquema, los componentes de color Cb y Cr son muestreados por un factor horizontal de 2 y situados con las componentes de luminancia, por tanto, la frecuencia de muestreo de las componentes de color es la mitad que los de luminancia. En términos de video digital, los 12 bytes de R'G'B' necesarios se reducen a 8, efectuando una compresión con pérdidas por un factor 1,5: 1. Este esquema requiere solamente dos tercios de la banda que se requiere para el esquema 4:4:4.

### 4:1:1
Los componentes Cb y Cr son submuestreados por un factor horizontal de 4, es decir, que se reducen a un cuarto. El ancho de banda total necesario se reduce a la mitad, en comparación al esquema 4:4:4. 

### 4:2:0
Este sistema es utilizado por los formatos JPEG y JFIF a nivel de imagen, por el formato H.261 para videoconferencia, por el formato MPEG-1, DV25 y algunas variantes del formato MPEG-2. Los componentes Cb y Cr son submuestreados por un factor 2 horizontal y por un factor 2 vertical. Los 12 bytes de R'G'B 'son reducidos a 6, y por tanto, el factor de compresión con pérdida es de 2:1. Existen muchas variantes de este submuestreo. Algunas varían la posición horizontal y otros la vertical de las componentes de color.

### 3:1:1
Es un sistema utilizado por el formato HDCAM de Sony. En la dimensión horizontal se muestrea la luminancia a 75% del total de la frecuencia de muestreo, es decir 1440 muestras por línea en lugar de 1920. Las señales de crominancia son muestreadas a razón de 480 muestras por línea, un tercio de las muestras de luminancia.